# 西藏柯
西藏柯（学名：Lithocarpus xizangensis）为壳斗科柯属的植物，是中国的特有植物。分布在中国大陆的西藏等地，生长于海拔1,700米至2,000米的地区，一般生于常绿阔叶林中，目前尚未由人工引种栽培。

## 别名
西藏椆